# 马来酰乙酸
马来酰乙酸是一种有机化合物，分子式C6H6O5，属于不饱和羰基二羧酸，存在于一些细菌中。